# Lesnoye (Tver)
Lesnoye (ruso: Лесно́е) es un pueblo (seló) de Rusia, capital del ókrug municipal homónimo en la óblast de Tver.
En 2021, el pueblo tenía una población de unos mil quinientos habitantes.
Se ubica unos 180 km al norte de la capital regional Tver, en un área rural cercana al límite con la vecina óblast de Nóvgorod.

## Historia
Se conoce la existencia de la localidad en documentos desde 1545, cuando se denominaba "Smerdyn" (Смердынь) y era la sede de un pogost en tierras históricamente vinculadas a Nóvgorod. A finales del siglo XVI, el asentamiento quedó casi despoblado como consecuencia de la huida de campesinos de la Opríchnina, por lo que tuvo que ser repoblado con carelios a mediados del siglo XVII. En 1929, la Unión Soviética estableció aquí una de las capitales distritales de la óblast de Moscú (aunque desde 1935 pasó definitivamente a la óblast de Kalinin), recibiendo tanto el distrito como el pueblo su actual topónimo en 1930.